# Tyrrell 009
El Tyrrell 009 era un coche de carreras de Fórmula 1 diseñado por Maurice Philippe para Tyrrell Racing para la temporada 1979.
El 009, estaba propulsado por el motor Ford - Cosworth DFV V8 y debutó en la primera carrera de la temporada en Argentina. Los 009 fueron conducidos por los franceses Didier Pironi y Jean-Pierre Jarier, el inglés Geoff Lees reemplazó a Jarier en el GP de Alemania y el irlandés Derek Daly en el GP de Austria. Más tarde, Daly condujo un tercer coche en las dos últimas carreras de la temporada. Para la temporada de 1980, 009 corrió en las dos primeras carreras y luego fue reemplazado por el 010.

## Historia
Tyrrell perdió su patrocinio con Elf Aquitaine y al piloto francés Patrick Depailler ante Ligier para la temporada de 1979. Esto significó que no había dinero para invertir más en el desarrollo de una suspensión activa. Lotus había mostrado el camino hacia el éxito con el Lotus 79 la temporada anterior y el 009 fue descrito repetidamente como una “copia descarada”. A principios de 1979, el Tyrrell 009 era el vehículo de la parrilla de salida que reflejaba más claramente la adopción del exitoso concepto de Lotus.

## Resultados
| Año  | Equipo             | Motor              | Ruedas | Pilotos            | 1   | 2   | 3   | 4   | 5   | 6   | 7   | 8   | 9   | 10  | 11  | 12  | 13  | 14  | 15  | Pts | Pos, |
| ---- | ------------------ | ------------------ | ------ | ------------------ | --- | --- | --- | --- | --- | --- | --- | --- | --- | --- | --- | --- | --- | --- | --- | --- | ---- |
| 1979 | Candy Team Tyrrell | Cosworth DFV V8 NA | G      |                    | ARG | BRA | RSA | USW | ESP | BEL | MON | FRA | GBR | GER | AUT | NED | ITA | CAN | USA | 28  | 5°   |
| 1979 | Candy Team Tyrrell | Cosworth DFV V8 NA | G      | Didier Pironi      | Ret | 4   | Ret | DSQ | 6   | 3   | Ret | Ret | 10  | 9   | 7   | Ret | 10  | 5   | 3   | 28  | 5°   |
| 1979 | Candy Team Tyrrell | Cosworth DFV V8 NA | G      | Jean-Pierre Jarier | Ret | Ret | 3   | 6   | 5   | 11  | Ret | 5   | 3   |     |     | Ret | 6   | Ret | Ret | 28  | 5°   |
| 1979 | Candy Team Tyrrell | Cosworth DFV V8 NA | G      | Geoff Lees         |     |     |     |     |     |     |     |     |     | 7   |     |     |     |     |     | 28  | 5°   |
| 1979 | Candy Team Tyrrell | Cosworth DFV V8 NA | G      | Derek Daly         |     |     |     |     |     |     |     |     |     |     | 8   |     |     | Ret | Ret | 28  | 5°   |
| 1980 | Candy Team Tyrrell | Cosworth DFV V8 NA | G      |                    | ARG | BRA | RSA | USW | BEL | MON | FRA | GBR | GER | AUT | NED | ITA | CAN | USA |     | 12  | 6°   |
| 1980 | Candy Team Tyrrell | Cosworth DFV V8 NA | G      | Jean-Pierre Jarier | Ret | 12  |     |     |     |     |     |     |     |     |     |     |     |     |     | 12  | 6°   |
| 1980 | Candy Team Tyrrell | Cosworth DFV V8 NA | G      | Derek Daly         | 4   | 14  | Ret |     |     |     |     |     |     |     |     |     |     |     |     | 12  | 6°   |

- *9 puntos obtenidos en 1980 con el Tyrrell 010[1]

## Galería

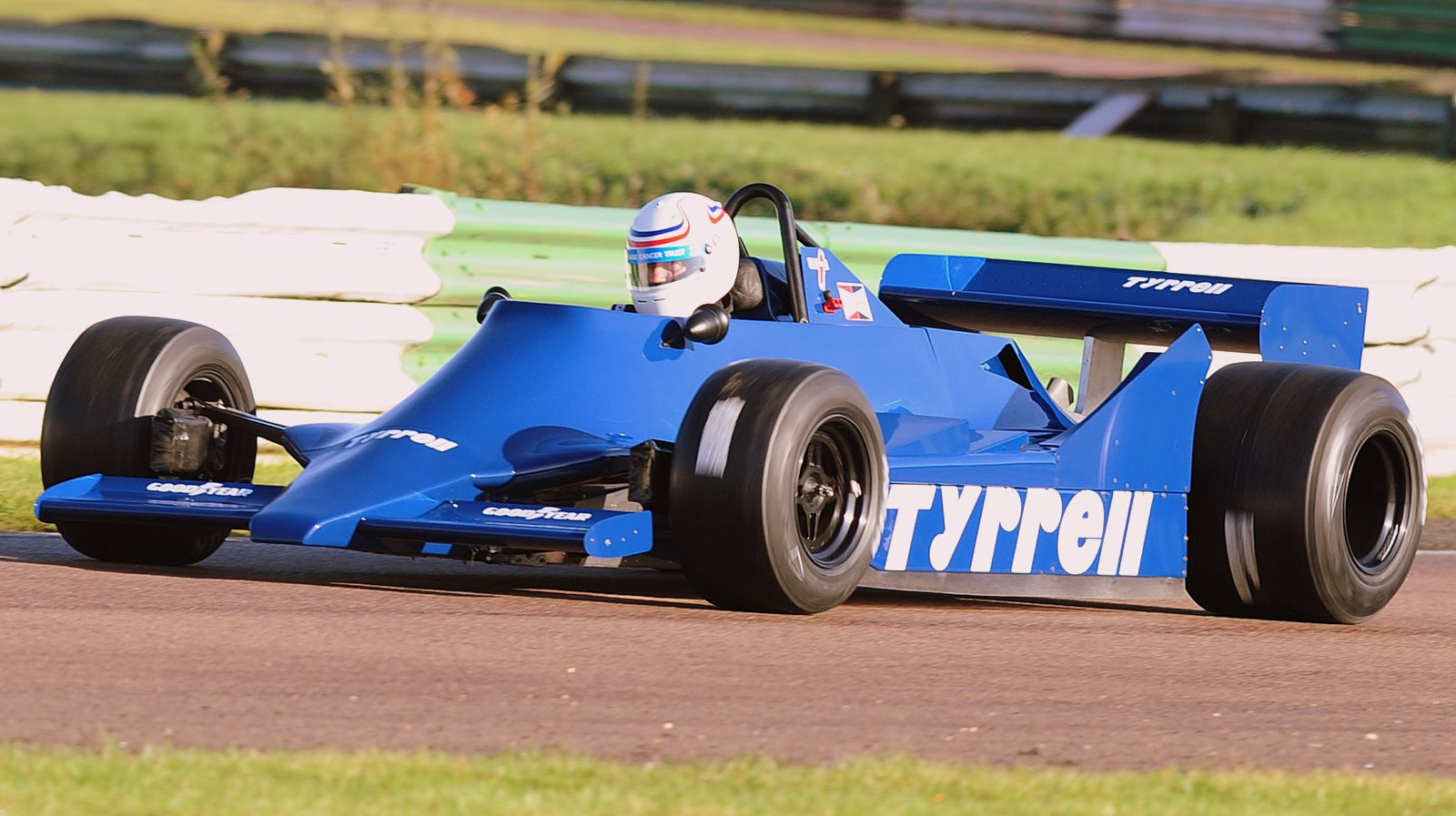
El Tyrrell 009 con el diseño sin patrocinio.
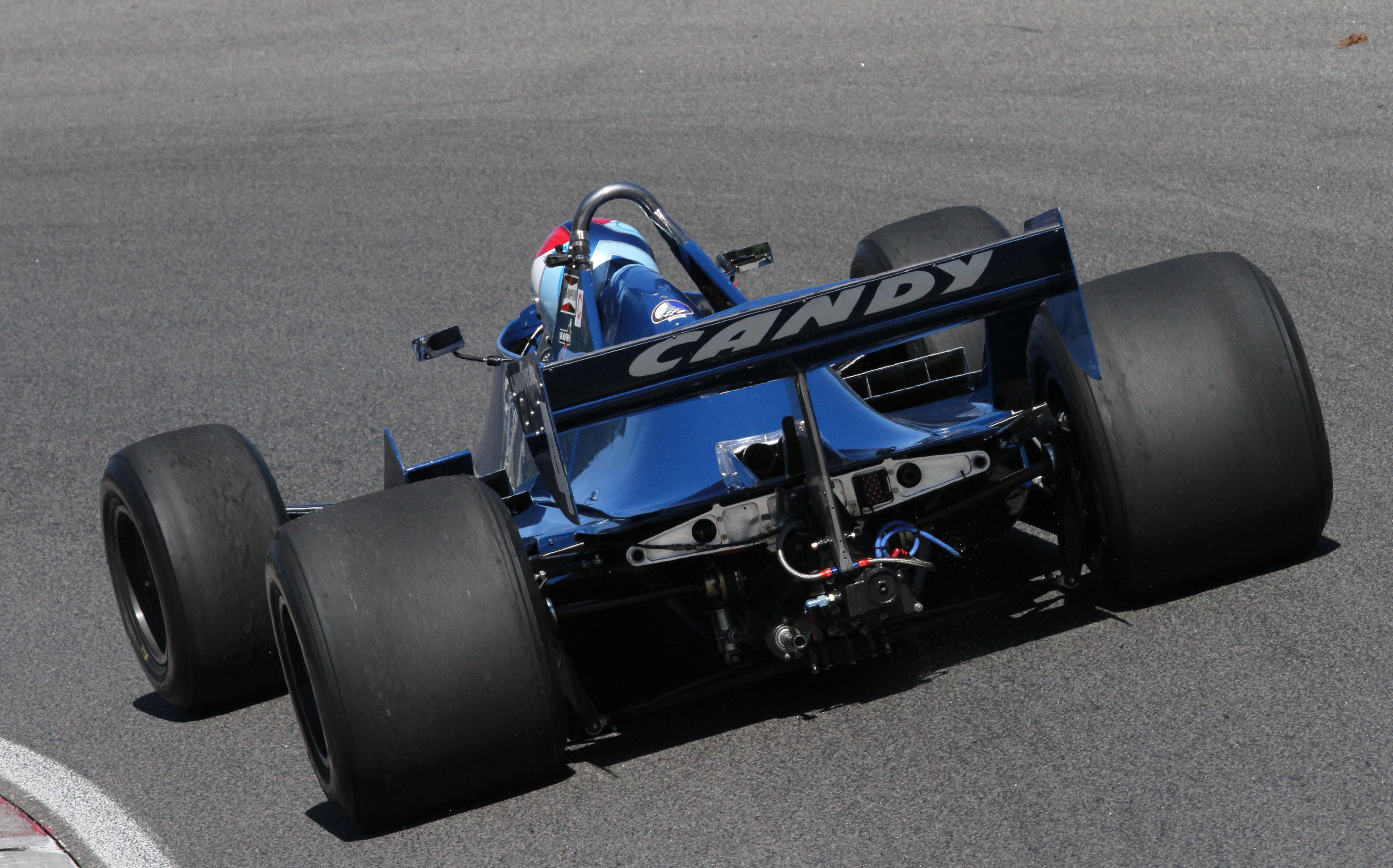
La vista trasera del Tyrrell 009 con doble horquilla.
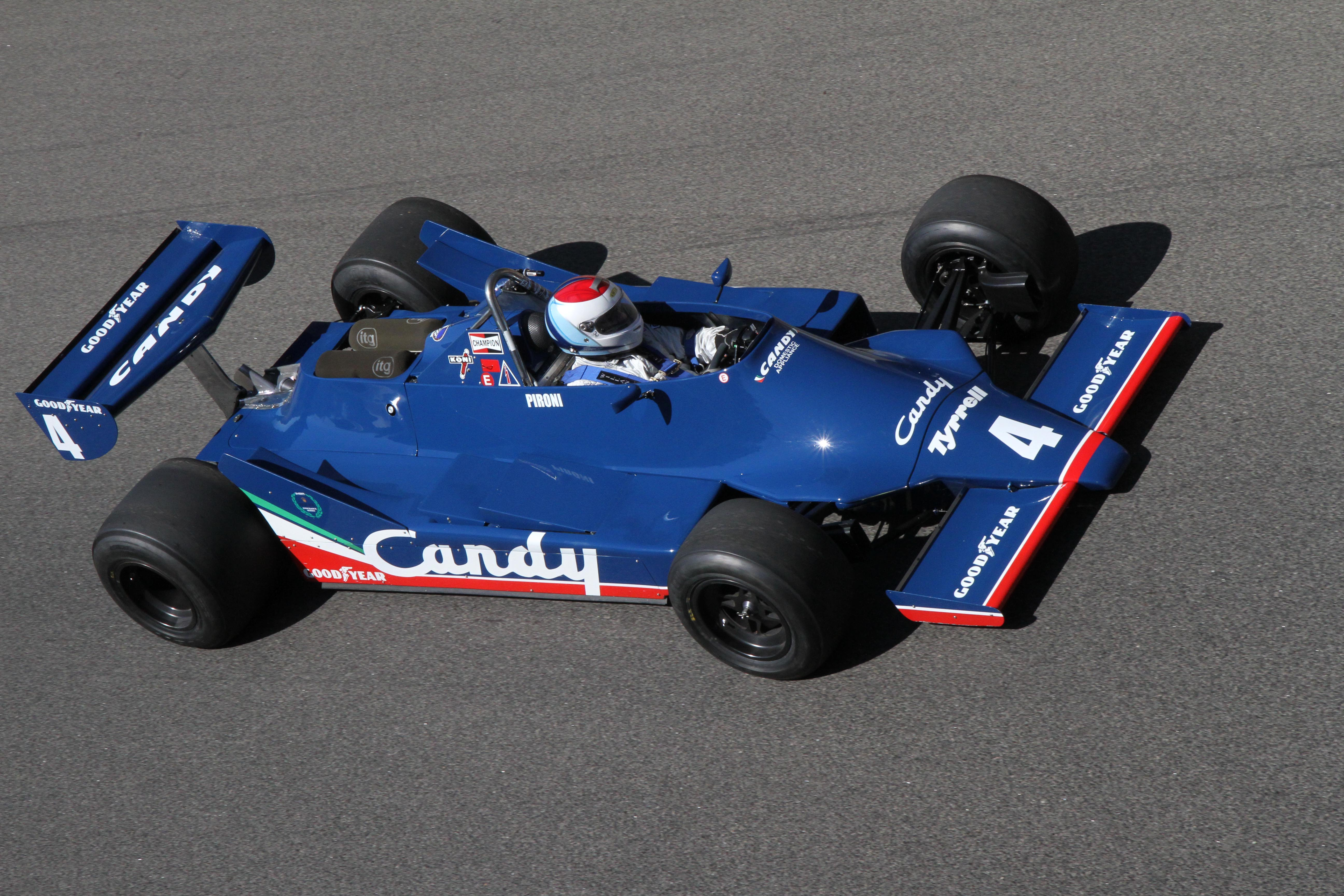
Vista frontal con el patrocinio de Candy.